# République des Maris
La république des Maris ou Mari El (en russe : Респу́блика Мари́й Эл, Respoublika Mari El ; en mari : Марий Эл Республик) est une république, sujet de la fédération de Russie.

## Géographie

### Localisation
La république des Maris est située dans la partie orientale de la plaine d'Europe orientale, à 600 km à l'est de Moscou, sur le cours moyen de la Volga, principalement au nord du fleuve. La dépression de Mari, zone marécageuse, s'étend sur l'Ouest de la république.
Son territoire de 23 375 km2 est recouvert à 57 % de forêts et culmine à une altitude de 278 m. Elle est limitrophe des oblasts de Nijni-Novgorod du sud-ouest au nord et de Kirov au nord et à l'est, ainsi que des républiques du Tatarstan au sud-est et de Tchouvachie au sud.

### Hydrographie

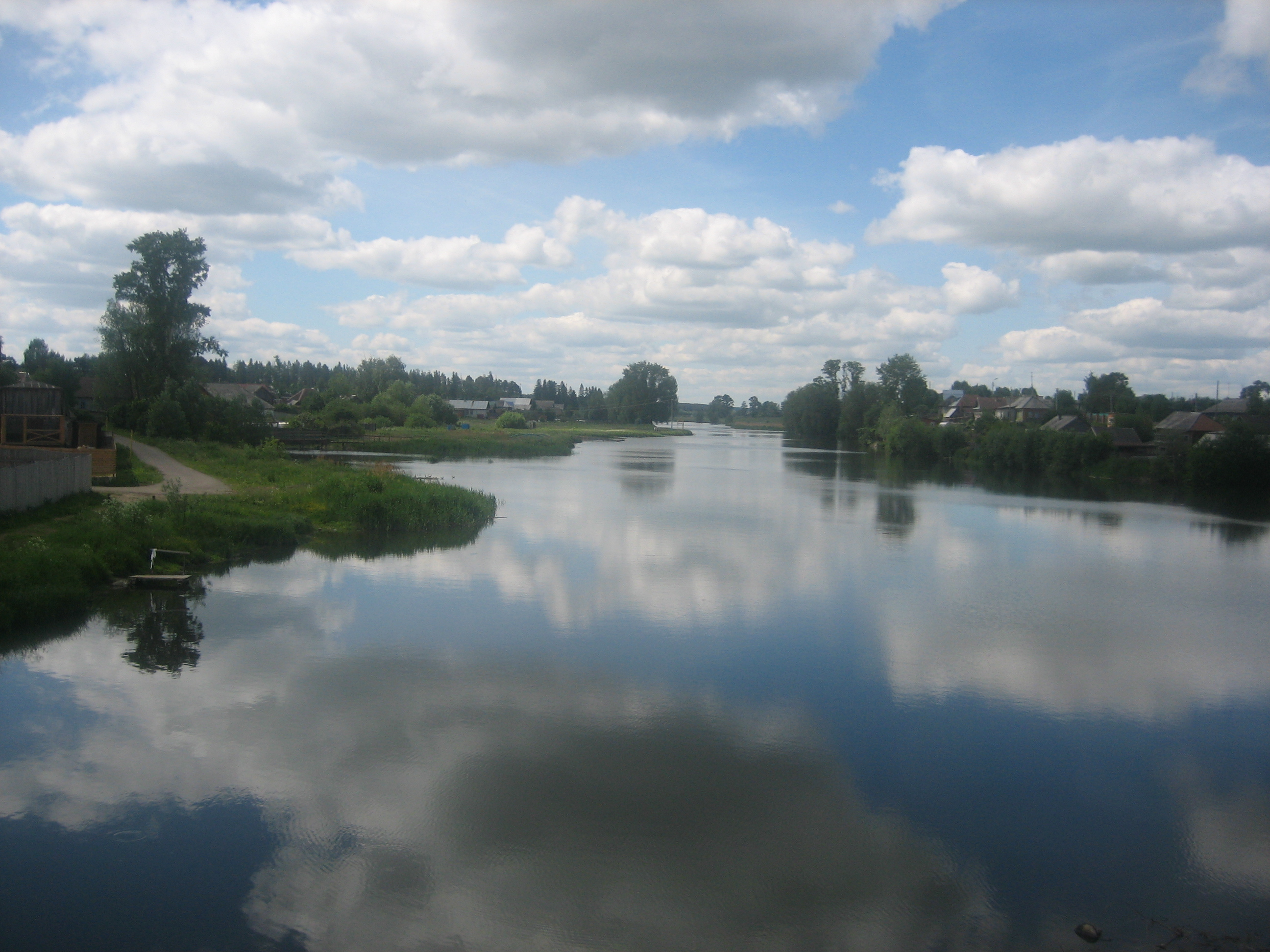
La rivière Choukchane.

La république est arrosée principalement au sud de son territoire par la Volga. Elle compte 476 rivières, la plupart larges de 10 à 50 m et de faible profondeur. Elles gèlent de la mi-novembre à la mi-avril.
Les rivières les plus importantes sont :
- Grande Kokchaga
- Ilet
- Grand Koundych (en)
- Petite Kokchaga
- Petit Koundych (en)
- Nemda (en)
- Routka
- Ourjoumka (en)
- Vetlouga (navigable)
- Iouchout (en)

### Divisions administratives

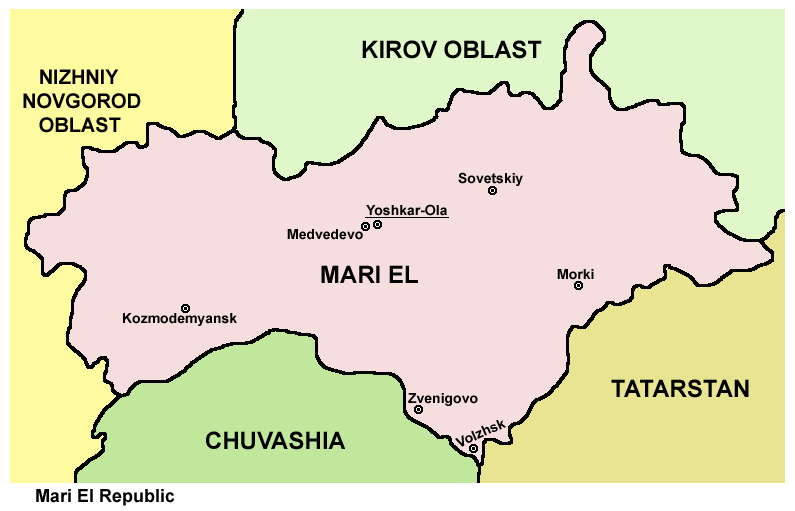

## Histoire
Les habitants autochtones, les Maris, sont majoritairement des païens animistes de la religion Marla qui ont su résister à la fois à la christianisation et à l'islamisation ainsi qu'aux répressions tsaristes et communistes.

## Population et société

### Démographie
| 1989    | 2002    | 2010    | 2016    | 2022    |
| ------- | ------- | ------- | ------- | ------- |
| 749 386 | 727 979 | 696 459 | 685 865 | 676 351 |

### Données socio-économiques de l'évolution démographique
Les indicateurs démographiques sont les suivants:
|      | Population moyenne (x 1000) | Naissances | Décès  | Remplacement | Taux brut de natalité (par 1000) | Taux brut de mortalité (par 1000) | Remplacement (par 1000) | Taux de fécondité |
| ---- | --------------------------- | ---------- | ------ | ------------ | -------------------------------- | --------------------------------- | ----------------------- | ----------------- |
| 1970 | 686                         | 10 505     | 6 364  | 4,141        | 15,3                             | 9,3                               | 6,0                     |                   |
| 1975 | 695                         | 11 816     | 7 190  | 4,626        | 17,0                             | 10,3                              | 6,7                     |                   |
| 1980 | 710                         | 13 169     | 8 091  | 5,078        | 18,5                             | 11,4                              | 7,2                     |                   |
| 1985 | 728                         | 14 198     | 8 529  | 5,669        | 19,5                             | 11,7                              | 7,8                     |                   |
| 1990 | 755                         | 11 953     | 7 775  | 4,178        | 15,8                             | 10,3                              | 5,5                     | 2,16              |
| 1991 | 756                         | 10 578     | 7 786  | 2,792        | 14,0                             | 10,3                              | 3,7                     | 1,97              |
| 1992 | 758                         | 9 227      | 8 330  | 897          | 12,2                             | 11,0                              | 1,2                     | 1,76              |
| 1993 | 758                         | 8 019      | 9 622  | - 1,603      | 10,6                             | 12,7                              | - 2,1                   | 1,56              |
| 1994 | 758                         | 7 851      | 10 788 | - 2,937      | 10,4                             | 14,2                              | - 3,9                   | 1,53              |
| 1995 | 757                         | 7 337      | 9 999  | - 2,662      | 9,7                              | 13,2                              | - 3,5                   | 1,43              |
| 1996 | 755                         | 6 952      | 9 495  | - 2,543      | 9,2                              | 12,6                              | - 3,4                   | 1,35              |
| 1997 | 752                         | 6 782      | 9 625  | - 2,843      | 9,0                              | 12,8                              | - 3,8                   | 1,32              |
| 1998 | 749                         | 6 657      | 9 623  | - 2,966      | 8,9                              | 12,8                              | - 4,0                   | 1,29              |
| 1999 | 746                         | 6 597      | 10 674 | - 4,077      | 8,8                              | 14,3                              | - 5,5                   | 1,28              |
| 2000 | 741                         | 6 784      | 11 040 | - 4,256      | 9,1                              | 14,9                              | - 5,7                   | 1,30              |
| 2001 | 736                         | 6 832      | 11 434 | - 4,602      | 9,3                              | 15,5                              | - 6,3                   | 1,30              |
| 2002 | 729                         | 7 300      | 12 105 | - 4,805      | 10,0                             | 16,6                              | - 6,6                   | 1,38              |
| 2003 | 723                         | 7 515      | 11 861 | - 4,346      | 10,4                             | 16,4                              | - 6,0                   | 1,40              |
| 2004 | 718                         | 7 715      | 12 098 | - 4,383      | 10,7                             | 16,9                              | - 6,1                   | 1,40              |
| 2005 | 713                         | 7 475      | 12,256 | - 4,781      | 10,5                             | 17,2                              | - 6,7                   | 1,34              |
| 2006 | 708                         | 7 550      | 11 286 | - 3,736      | 10,7                             | 15,9                              | - 5,3                   | 1,32              |
| 2007 | 704                         | 8 306      | 10 745 | - 2,439      | 11,8                             | 15,3                              | - 3,5                   | 1,45              |
| 2008 | 701                         | 8 620      | 10 699 | - 2,079      | 12 ,3                            | 15,3                              | - 3,0                   | 1,50              |
| 2009 | 699                         | 8 896      | 10 435 | - 1,539      | 12,7                             | 14,9                              | - 2,2                   | 1,60              |
| 2010 | 696                         | 8 857      | 10 572 | - 1,715      | 12,7                             | 15,2                              | - 2,5                   | 1,59              |
| 2011 | 694                         | 9 066      | 9 816  | - 750        | 13,0                             | 14,1                              | - 1,1                   | 1,66              |
| 2012 | 691                         | 9 841      | 9 444  | 397          | 14 2                             | 13,6                              | 0,6                     | 1,83              |
| 2013 | 689                         | 10 100     | 9 485  | 615          | 14,6                             | 13,7                              | 0,9                     | 1,93              |
| 2014 |                             |            |        |              |                                  |                                   |                         | 1,98              |
| 2015 |                             |            |        |              |                                  |                                   |                         | 1,99              |
| 2016 |                             |            |        |              |                                  |                                   |                         | 1,98              |
| 2017 |                             |            |        |              |                                  |                                   |                         | 1,75              |
| 2018 |                             |            |        |              |                                  |                                   |                         | 1,63              |
| 2019 |                             |            |        |              |                                  |                                   |                         | 1,52              |

### Composition ethnique
| Ethnie                                                                                     | Rec. 1926 | Rec. 1926 | Rec. 1939 | Rec. 1939 | Rec. 1959 | Rec. 1959 | Rec. 1970 | Rec. 1970 | Rec. 1979 | Rec. 1979 | Rec. 1989 | Rec. 1989 | Rec. 2002 | Rec. 2002 | Rec. 2010 Census4 | Rec. 2010 Census4 |
| Ethnie                                                                                     | Nombre    | %         | Nombre    | %         | Nombre    | %         | Nombre    | %         | Nombre    | %         | Nombre    | %         | Nombre    | %         | Nombre            | %                 |
| ------------------------------------------------------------------------------------------ | --------- | --------- | --------- | --------- | --------- | --------- | --------- | --------- | --------- | --------- | --------- | --------- | --------- | --------- | ----------------- | ----------------- |
| Mari                                                                                       | 247 979   | 51,4 %    | 273 332   | 47,2 %    | 279 450   | 43,1 %    | 299 179   | 43,7 %    | 306 627   | 43,5 %    | 324 349   | 43,3 %    | 312 178   | 42,9 %    | 290 863           | 43,9 %            |
| Russes                                                                                     | 210 016   | 43,6 %    | 266 951   | 46,1 %    | 309 514   | 47,8 %    | 320 825   | 46,9 %    | 334 561   | 47,5 %    | 355 973   | 47,5 %    | 345 513   | 47,5 %    | 313 947           | 47,4 %            |
| Tatars                                                                                     | 20 219    | 4,2 %     | 27 149    | 4,7 %     | 38 821    | 6,0 %     | 40 279    | 5,9 %     | 40 917    | 5,8 %     | 43,850    | 5,9 %     | 43 377    | 6,0 %     | 38 357            | 5,8 %             |
| Tchouvaches                                                                                | 2 184     | 0,5 %     | 5 504     | 0,9 %     | 9 065     | 1,4 %     | 9 032     | 1,3 %     | 8 087     | 1,1 %     | 8 993     | 1,2 %     | 7 418     | 1,0 %     | 6 025             | 0,9 %             |
| Autres                                                                                     | 1 703     | 0,4 %     | 6 674     | 1,2 %     | 10 830    | 1,7 %     | 15 433    | 2,3 %     | 14 015    | 2,0 %     | 16 167    | 2,2 %     | 19 943    | 2,7 %     | 13 138            | 2,0 %             |
| 1 34 129 enregistrées dans les banques de données d'ont pu déclarer quelle est leur ethnie |           |           |           |           |           |           |           |           |           |           |           |           |           |           |                   |                   |

### Religion
Religion des Mari El (2012),
- Russe orthodoxe (47,8 %)
- Marla (6 %)
- Islam (6 %)
- Christianisme non affilié (4 %)
- Orthodoxes vieux-croyants (1 %)
- autres Orthodoxes (1 %)
- Spirituel mais non religieux (25 %)
- Athéisme et Irréligion (6 %)
- autres et non déclarés (4,2 %)

Les religions les plus pratiquées de la république sont la religion russe orthodoxe, la Marla, l'orthodoxie vieux-croyants, et l'Islam.
La religion traditionnelle des Maris - Chimari Yula- est encore pratiquée par de nombreux Maris et est la religion principale des Maris de Bachkirie.
On y pratique aussi une forme syncrétique de paganisme et de christianisme.
Les tsars ont essayé de christianiser les Maris par la force, allant jusqu'à faire exploser l'une de leurs montagnes sacrées.
Les persécutions contre la religion Marla continuèrent durant la période soviétique.
Dans les années 1990, cette religion a été reconnue officiellement par l’État. Elle reprend vie.
Les Maris se regroupent autour d'environ 520 bosquets sacrés où ils offrent des sacrifices d'animaux et de légumes lors de 20 fêtes annuelles.
Même si la religion traditionnelle est l'une des trois religions officiellement reconnues par la république des Maris, les pratiques religieuses des Maris subissent une pression croissante selon les groupes de défense des droits de l'Homme qui ont méné à des réactions de la part du parlement européen.

## Politique et administration

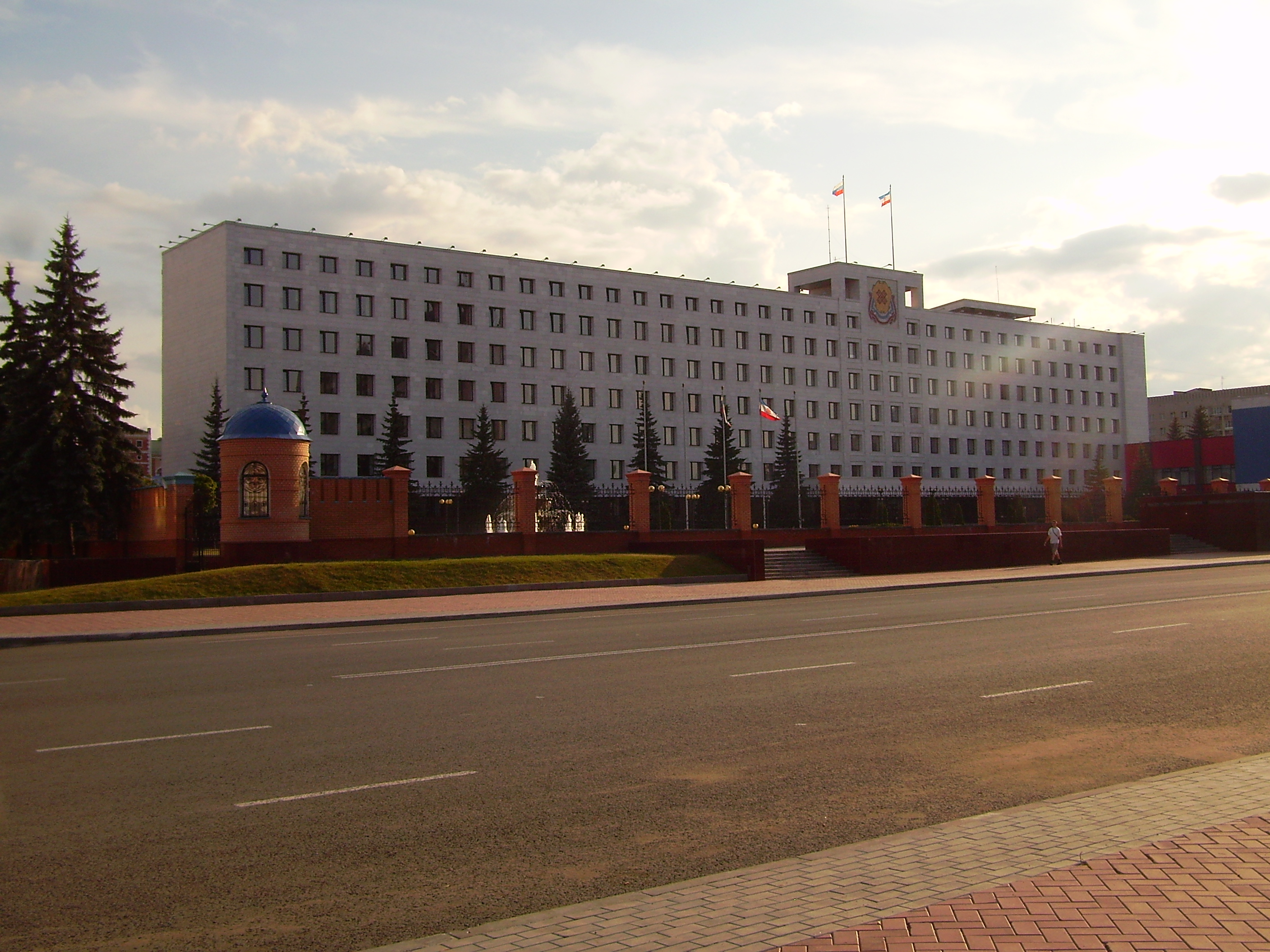
Le bâtiment du gouvernement.

### Situation des droits de l'homme
Les membres de l'ethnie marie sont sujets à une pesante russification.
L'activiste mari et rédacteur en chef Vladimir Kozlov a été sévèrement battu après avoir publié une critique à l'encontre de la politique de Leonid Markelov (en) (1963-), ancien président de la République.
De nombreux autres représentants maris ont subi des violences, des persécutions juridiques et des intimidations.
La religion Marla des Maris subit aussi des marques d'hostilité. Ainsi Vitaly Tanakov a été accusé d'incitation à la haine religieuse, nationale, sociale et linguistique pour avoir publié son livre Le prêtre parle.
Dans son rapport de 2006 Fédération russe : situation des droits de l'Homme de la minorité marie de la république de Mari El, la Fédération internationale des droits de l'Homme d'Helsinki (IHF) et le groupe Moscou Helsinki (MHG) ont présenté de nombreuses preuves de persécution politique et culturelle du peuple mari, et une tendance plus large à la répression des dissidents dans la république,,.

### Institutions
Le pouvoir législatif est exercé par l'Assemblée d'État, qui comprend 52 députés élus pour cinq ans. Depuis les dernières élections du 8 septembre 2019, Russie unie compte 35 députés, le Parti communiste, 9, le Parti libéral-démocrate et Russie juste, 3 chacun, auxquels s'ajoutent 2 indépendants.
Le pouvoir exécutif est exercé par le chef (le président avant 2011) de la République qui dirige le gouvernement local. Le 6 avril 2017, Alexandre Ievstifeïev a été nommé chef par intérim en remplacement de Leonid Markelov, démissionnaire. Le 10 septembre suivant, il a été élu lors d'un vote populaire. Il a remis sa démission le 10 mai 2022.

## Économie
Les industries les plus développés sont la construction mécanique, le travail du métal et du bois, et les industries alimentaires.
La plupart des entreprises industrielles sont situées dans la capitale Iochkar-Ola, ainsi que dans les villes de Kozmodemiansk, Voljsk et Zvenigovo.

## Transports
La république comprend 15 gares ferroviaires, 53 gares routières et de nombreuses marchroutkas. Elle est reliée par des trains quotidiens à Moscou et Kazan.
La capitale Iochkar-Ola possède un aéroport situé à 9 km de la ville.
Un port se trouve sur la Volga à Kozmodemiansk.

## Éducation
Iochkar-Ola dispose de deux universités Mari State Technical University (en) et Mari State University.
La république a plus de 900 écoles primaires et secondaires.
Bien que la langue marie soit langue d'état officielle, les éducateurs ont dû abandonner leur poste ces dernières années et l'éducation en langue marie a perdu ses financements,.

## Galerie

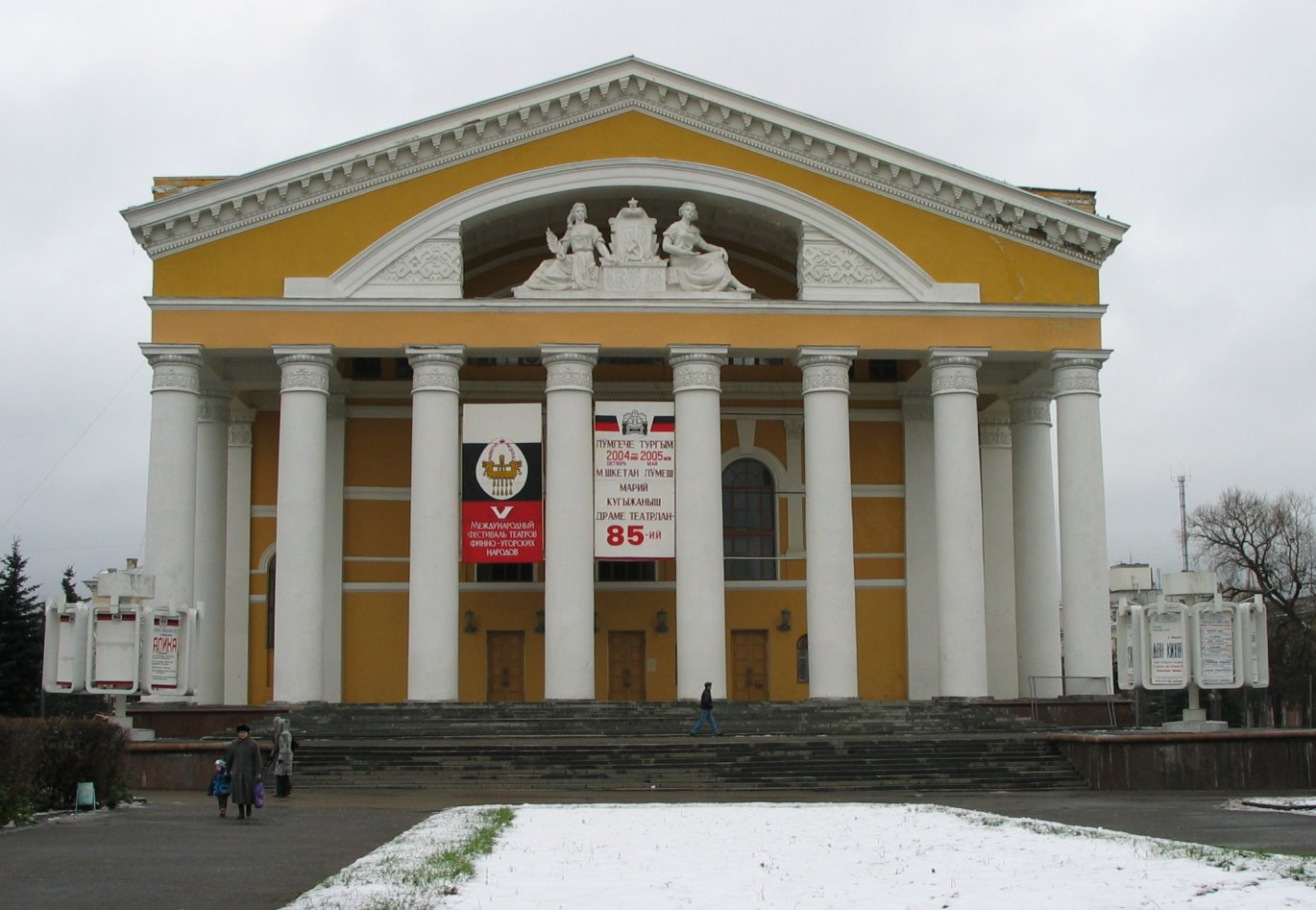
Théâtre national de Iochkar-Ola
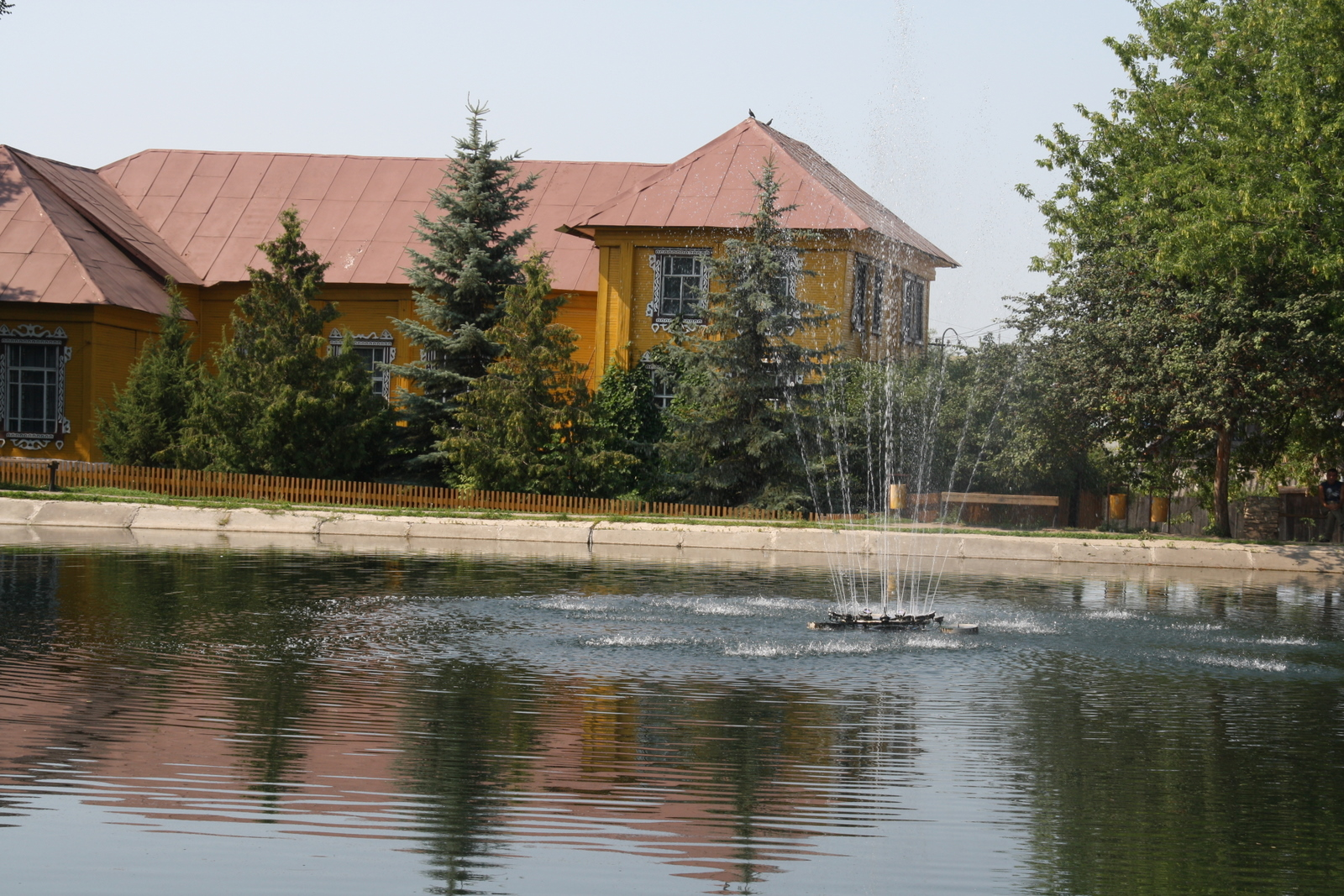
Musée de Morki.
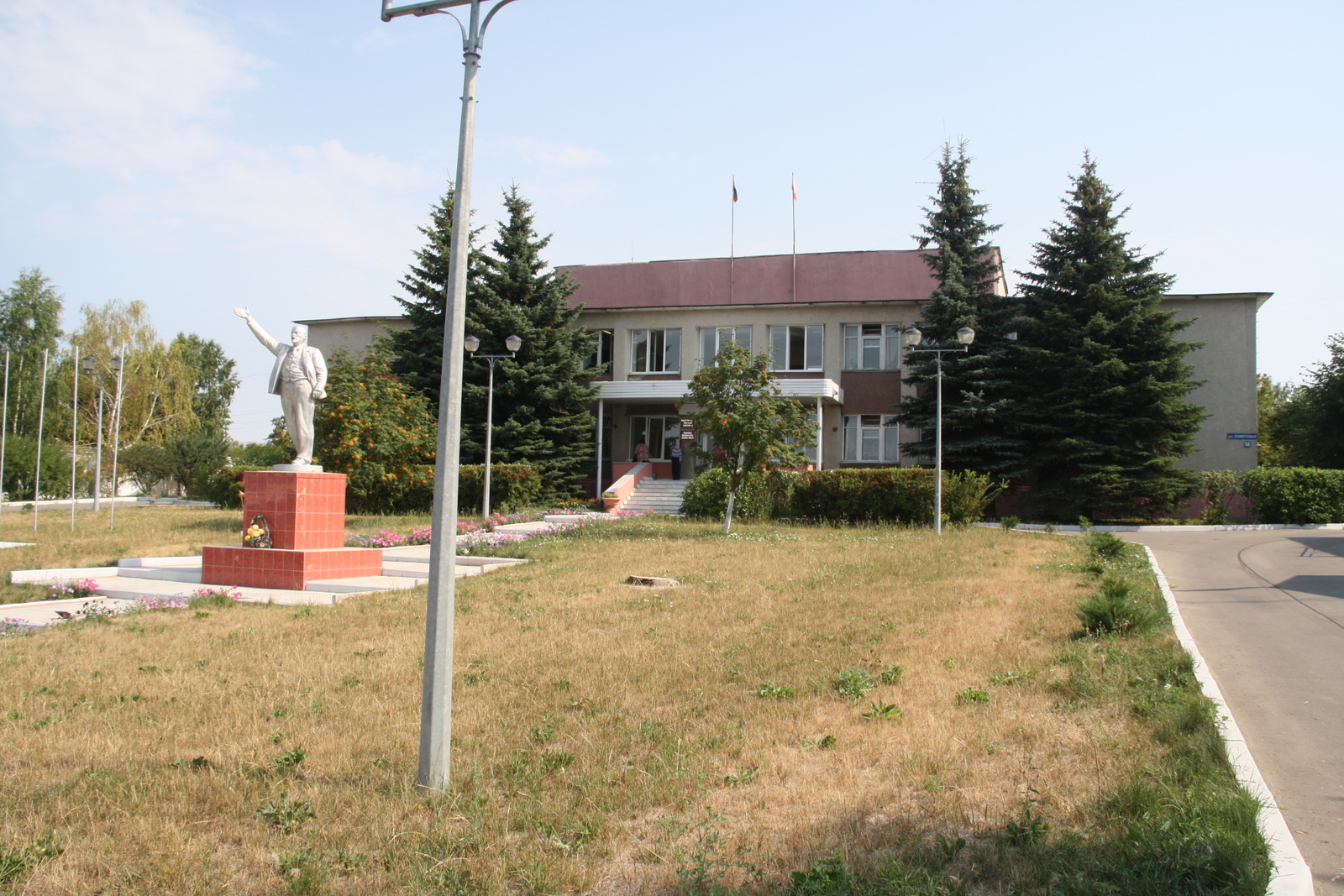
Mairie de Morki.
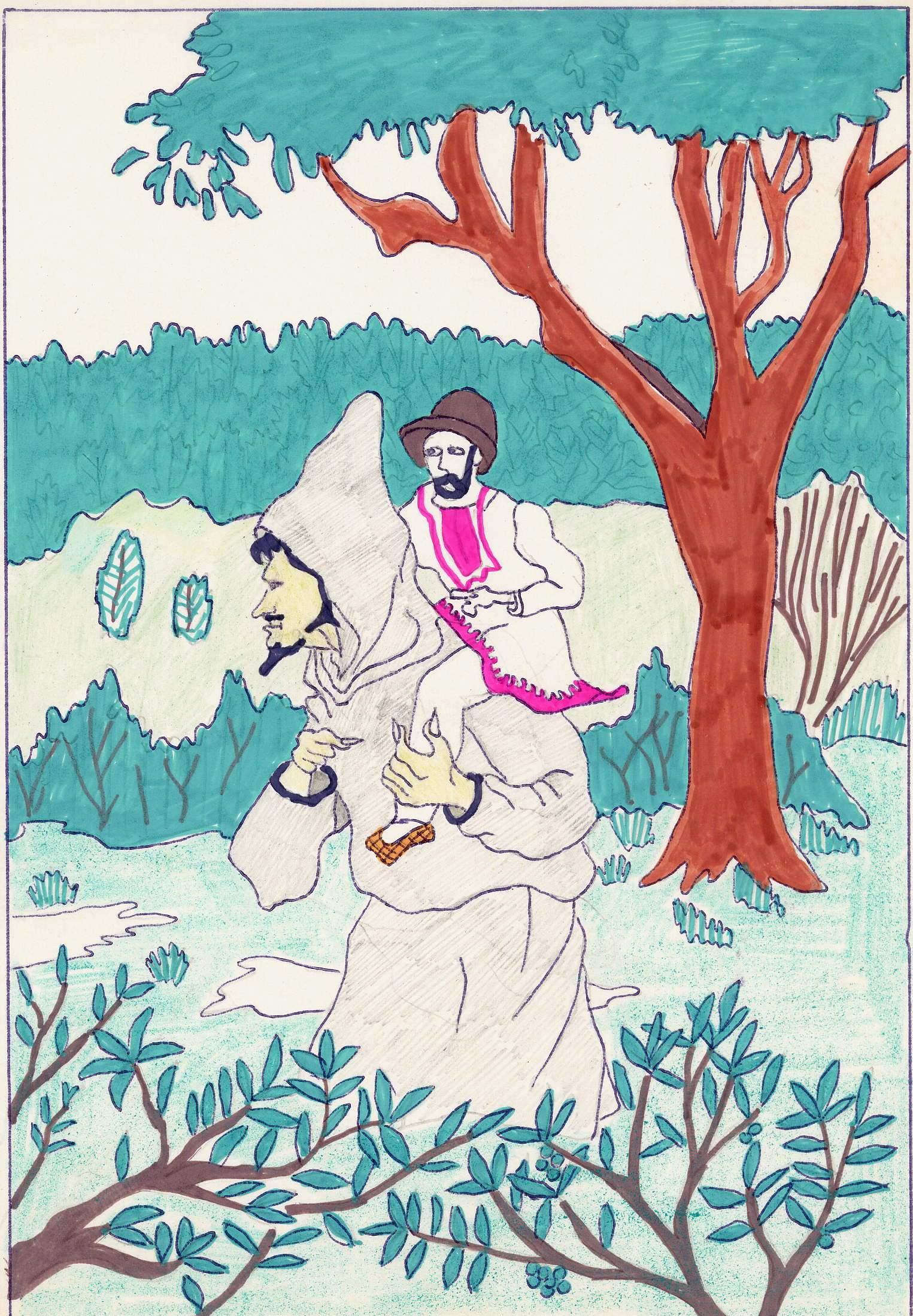
Mlit, mythologie Mari.
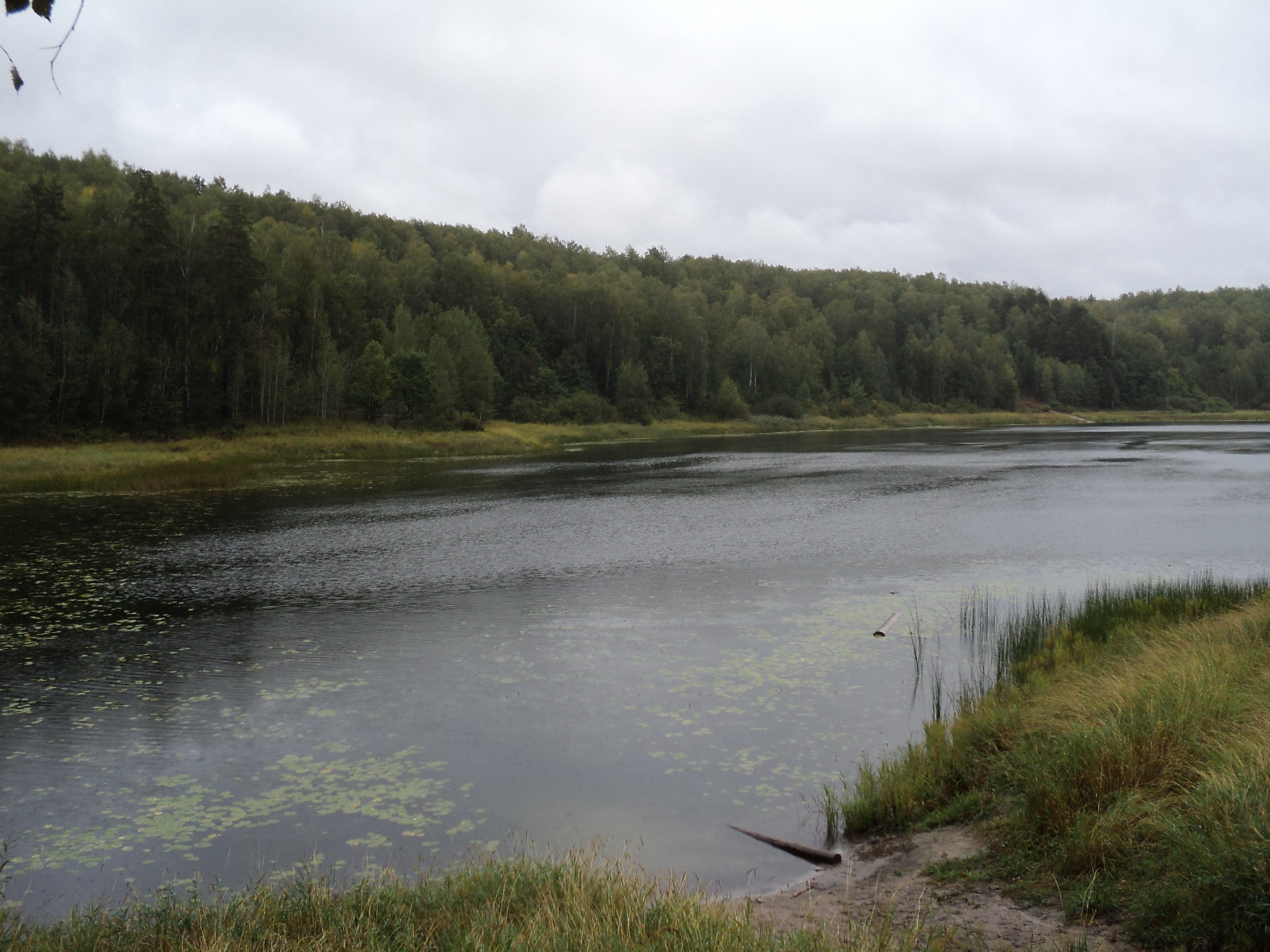
Lac Mouchan-ièr.
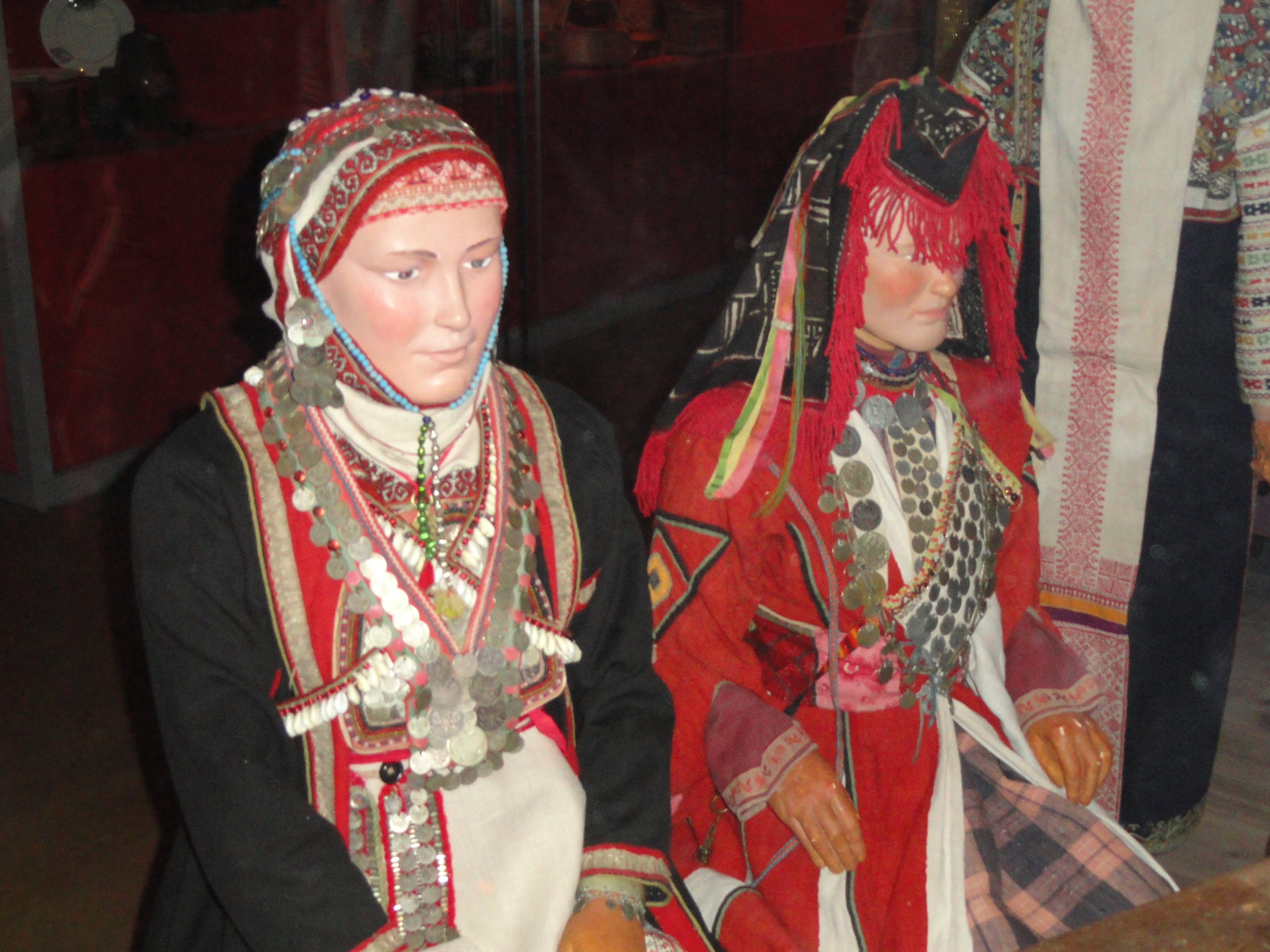
Costume Mari.